# Грейнер, Анатолий Николаевич
Анато́лий Никола́евич Гре́йнер (7 октября 1916, Харьков — 30 ноября 1990, Москва) — советский боксёр 1930-х — 1950-х годов, выступавший в полулёгкой и лёгкой весовых категориях. Семикратный чемпион СССР, заслуженный мастер спорта СССР. Один из самых ярких советских представителей классического, игрового стиля бокса, за что его журналисты и коллеги по ремеслу называли гроссмейстером или профессором ринга. Выступал на протяжении более 20 лет. Выдающийся боксёр СССР (1948).

## Биография
Анатолий Грейнер родился в Харькове 7 октября 1916 года в семье рабочего-украинца (по другим данным, был по национальности евреем). По окончании школы-семилетки учился в ФЗУ, а затем два года работал токарем на Харьковском заводе имени Т. Г. Шевченко. В 1934 году начал заниматься боксом под руководством ставшего впоследствии известным тренером и теоретиком бокса Михаила Романенко. В том же году по инициативе одного из первых популяризаторов и основоположников русской и советской школы бокса Аркадия Харлампиева, который способствовал зарождению и становлению в частности и харьковского бокса, была открыта высшая школа тренеров при Харьковском институте физкультуры. Грейнер был в числе семи человек первого её набора. Студенты Харьковского института физкультуры и учащиеся ВШТ, называвшие себя «харлампиевцами», фактически составляли сборную команду УССР по боксу тех лет. Таким образом, Грейнер одновременно начал заниматься боксом и обучаться премудростям тренерского искусства этого вида спорта. Он учился в инфизе с 1934 по 1939 годы.
Анатолий Николаевич был одним из наиболее ярких представителей «первой волны» украинского бокса. Победы и призовые места на соревнованиях самого высокого уровня пришли к нему очень быстро. Уже на чемпионате СССР 1936 года, выступая за спортивное общество "Строитель" (Харьков), он завоевал бронзовую медаль в категории полулёгкого веса (до 57 кг). А на следующий год, выступая в том же весе, но представляя уже РККА, Грейнер выиграл золотую медаль и впервые в своей карьере стал чемпионом СССР. На первенстве страны 1938 года он завоевал серебряную медаль.
С 1941 года Анатолий Николаевич начал службу в Красной Армии.
В следующий раз призовым местом на чемпионате СССР Грейнер отметился уже в 1944 году, завоевав на нём бронзовую награду. Такого же успеха он достиг и в следующем году, но выступая уже в рамках лёгкого веса (до 60 кг). А в 1946 году началась впечатляющая серия его триумфов на всесоюзных первенствах. Тогда он уже перебрался в Москву, начав представлять цвета ЦДКА, а впоследствии ЦДСА. Центральному спортивному клубу армии Анатолий Николаевич оставался верен до тех пор, пока в 1956 году не повесил перчатки на гвоздь.
Также после окончания Великой Отечественной войны, участником которой был Грейнер, он стал тренироваться в Москве у заслуженного тренера СССР, заслуженного мастера спорта СССР Ивана Игнатьевича Иванова. Завоевав золото чемпионата СССР 1946 года, Анатолий Николаевич повторял этот успех на трёх последующих первенствах страны в 1947, 1948 и 1949 годах. Это время было пиком его выступлений на ринге. В 1948 году, когда отмечалось 50-летие развития бокса в России, он был включён Всесоюзной секцией бокса в список первых 18 выдающихся боксёров СССР, а также был удостоен звания заслуженного мастера спорта СССР. В 1951 и 1953 годах Грейнер снова становился чемпионом Советского Союза, а в 1954 году последний раз взошёл на пьедестал почёта первенства страны, завоевав медаль серебряного достоинства. В финальном бою того чемпионата СССР он уступил молодому, физически сильному и напористому сопернику Владимиру Миронову.
Анатолий Грейнер успешно боксировал и на международной арене. Выступая в составе сборной команды СССР, он одержал победы в 18 (по другим данным в 12) боях. В 1946 году Грейнер стал чемпионом Олимпиады «Тул» в Хельсинки (Финляндия), а также победителем Всеславянских соревнований в Праге (Чехословакия). В его активе имелись победы над представителями Польши, Югославии, Чехословакии, Норвегии, Финляндии, Франции и других стран. В 1953 году Анатолий Николаевич имел шанс выступить на первом для советских боксёров чемпионате Европы, который проходил в Варшаве. Однако тренерский штаб национальной сборной, возглавляемый первым тренером Грейнера Михаилом Ивановичем Романенко, предпочёл взять на турнир молодого и перспективного Владимира Енгибаряна, которого Анатолий Николаевич победил в полуфинале чемпионата СССР того года. В итоге Енгибаряну удалось завоевать в Варшаве золотую медаль и стать первым в истории советского бокса чемпионом Европы.
Грейнер считался одним из наиболее тонких и искусных техников среди советских боксеров своего времени. Действуя в игровом, контратакующем стиле, он умел боксировать на любой дистанции, легко передвигался и непринуждённо маневрировал по всему рингу, мастерски владел финтами, наносил серии молниеносных ударов, отлично использовал защиту нырками и уклонами, что позволяло ему сохранять дистанцию для нанесения точных ударов и держать инициативу боя в своих руках. Кроме того, Анатолий Николаевич всегда вёл себя корректно и благородно с любым противником. Легендарный польский тренер Феликс «Папаша» Штамм, который однажды в Чехословакии увидел поединок с участием 35-летнего Анатолия Грейнера, воскликнул: "Смотреть на Грейнера в бою – такое же удовольствие, как слушать скрипку Страдивари".
А соперник на ринге и друг в жизни Анатолия Николаевича 5-кратный чемпион СССР Иван Князев вспоминал о нём: "Анатолий Грейнер был самый лучший боксер из всех, с кем мне приходилось встречаться на ринге. Он обладал великолепной техникой, изумительной реакцией и был превосходным тактиком. Анатолий видел каждое движение противника и артистично парировал самые роковые удары. Четырежды мы встречались на ринге, и все четыре раза я терпел поражение от этого великого мастера. Но, несмотря на это, мы остались с ним добрыми друзьями до конца его жизни". А после поединка Грейнера с польским боксёром Эрнестом Радемахером, который прошёл в Варшаве в 1946 году в рамках матчевой встречи Польша – СССР, европейская спортивная пресса окрестила действия советского бойца «концертом бокса» и называла его «боксёром экстра-класса», а также «несомненно одним из лучших боксёров Европы».
Последний, 204-й поединок на ринге Грейнер провёл в день, когда ему исполнилось 40 лет, и отметил юбилей 170-й победой, завершив таким образом свою долгую боксёрскую карьеру. Впоследствии Анатолий Николаевич посвятил себя тренерской работе. Выйдя в отставку с армейской службы в звании капитана запаса, Грейнер на протяжении многих лет передавал свой опыт молодым боксерам. Также Анатолий Николаевич прилагал усилия к поднятию уровня бокса в регионах страны. Так, в мае 1955 года он приезжал в забайкальский городок Балей, где провел серию тренировочных занятий с местными боксёрами, познакомил их с современной тактикой и техническими приемами бокса. Этот визит прославленного боксёра стал определенным толчком для развития бокса в Балее. А в 1960-е годы Грейнер в составе группы ведущих тренеров Советского Союза побывал в городах Дальнего Востока, где вместе с коллегами провёл большую работу по повышению квалификации местных тренеров и судей.
Скончался Анатолий Николаевич 30 ноября 1990 года. Похоронен на Николо-Архангельском кладбище Балашихинского района Московской области.